# Ангелина Милева
Ангелина Милева е български педагог и музикант, дългогодишен художествен ръководител на детския вокален ансамбъл „Сребърни звънчета“.

## Биография
Ангелина Милева е родена на 4 юли 1927 година в село Павел, община Полски Тръмбеш. През 1963 г. се установява с родителите си в Кюстендил.
През 1964 г. става директор на детска музикална школа към профсъюзния дом на културата „Димитър Благоев". През 1976 основава хор „Ромашка", диригент е на Хора на туристите към Български туристически съюз и изградения към него мъжки октет, както и на ученическия хор на начално училище „Климент Охридски". Създател е и на детска вокална група „Звездица".
През 1963 г. основава в гр. Кюстендил детския вокален ансамбъл „Сребърни звънчета“. През 1993 г. Ангелина Милева се мести в гр. Варна и там създава варненските „Сребърни звънчета“, където дълги години е неизменен художествен ръководител.
Ангелина Милева е наградена през 1969 г. с орден „Кирил и Методий“ – трета степен, през 1985 г. с орден „Кирил и Методий" – първа степен. Заслужил деятел на културата.
Тя е почетен гражданин на град Торино, Италия, почетен гражданин на Кюстендил (удостоена със званието на 29 октомври 2013 г.) и почетен гражданин на Варна. Умира на 10 февруари 2023 г.